# Kettrichhof
Der Kettrichhof ist ein Ortsteil der Ortsgemeinde Lemberg im rheinland-pfälzischen Landkreis Südwestpfalz.

## Lage
Der Weiler, der eine Bauernsiedlung bildet und lediglich aus zwei Straßen besteht, liegt im südwestlichen Gemeindegebiet. Er befindet sich im Wasgau, wie der Südteil des Pfälzerwaldes auch genannt wird. In nördlicher Richtung schließt sich die Gemarkung der kreisfreien Stadt Pirmasens an.

## Politik

### Ortsbezirk
Zusammen mit dem benachbarten Ortsteil Rodalberhof bildet der Ortsteil einen Ortsbezirk. Der Ortsbezirk Kettrichhof/Rodalberhof hat einen Ortsbeirat. Der Beirat besteht aus fünf Mitgliedern, die bei der Kommunalwahl am 9. Juni 2024 in einer Mehrheitswahl gewählt wurden, und der ehrenamtlichen Ortsvorsteherin als Vorsitzender.
Die Sitzverteilung im Ortsbeirat Kettrichhof/Rodalberhof:
| Wahl | CDU               | WGT               | Gesamt  |
| ---- | ----------------- | ----------------- | ------- |
| 2024 | per Mehrheitswahl | per Mehrheitswahl | 5 Sitze |
| 2019 | 2                 | 3                 | 5 Sitze |
| 2014 | 2                 | 3                 | 5 Sitze |
| 2009 | 2                 | 3                 | 5 Sitze |

- WGT = Wählergruppe Titz

Patricia Baumgärtner (parteilos) wurde am 15. August 2024 Ortsvorsteherin von Kettrichhof/Rodalberhof. Bei der Direktwahl am 9. Juni 2024 hatte sie sich mit einem Stimmenanteil von 56,45 % gegen eine Mitbewerberin durchgesetzt. Ihr Vorgänger Franz Axel Ankerer (WGT) hatte die Direktwahl am 26. Mai 2019 mit 52,31 % gegen den bisherigen Ortsvorsteher Manfred Hellmann (CDU) gewinnen können.

## Sonstiges
Markantestes Bauwerk vor Ort ist der Sender Kettrichhof, der 1985 errichtet worden ist.